# منتدى الديمقراطيين الوطنيين
منتدى الديمقراطيين الوطنيين هو حزب سياسي في أوغندا أُسِّس عام 1990. يقوده كاروهانجا تشابا.